# Непобедимый Брюс Ли
«Непобедимый Брюс Ли» (кит. 威震天南, англ. Bruce Lee The Invincible) — гонконгский художественный фильм режиссёра Ло Кхэя. Премьера на больших экранах Гонконга состоялась 17 февраля 1978 года.

## Сюжет
Чжан Лигун предаёт своего мастера Хо Юаньцзя, вмешиваясь не в своё дело и затевая драку с другими учениками мастера. После этого сбегает в Малайзию, где занимается бизнесом, используя свои навыки в боевых искусствах. Там, в Джохоре Лигун похищает чужих жён, потому что не может найти себе девушку. Так происходит, пока его люди не находят Цзянсянь. Но она влюблена в Сяошаня, другого ученика Юаньцзя. Сяошань сообщает мастеру обо всём, после чего Юаньцзя и его ученики отправляются, чтобы схватить и наказать Лигуна.

## В ролях
| Актёр      | Роль                         |
| ---------- | ---------------------------- |
| Чэнь Син   | Хо Юаньцзя                   |
| Брюс Лай   | Бай Юйфэн                    |
| Майкл Чань | Чжан Лигун                   |
| Ник Чён    | Чжао Сяошань                 |
| Фун Хакъон | «Пятнистая повязка»          |
| Сань Куай  | Чань                         |
| Чань Вайин | Хуан Цзянсянь                |
| Линь Янъян | любовница Лигуна             |
| Боло Йен   | длинноволосый мастер (камео) |

## Название
Существует два китайских названия фильма. Первое, «威震天南», фигурирует на постере, фотографиях сцен, а также в начальных титрах фильма. Второе, «南洋唐人街», указано в Гонконгском киноархиве как основное, и под ним фильм шёл в гонконгском кинопрокате. Английское название — «Bruce Lee The Invincible», хотя сам Брюс Ли к фильму не имеет никакого отношения.

## Оценки
В рецензиях и обзорах «Непобедимый Брюс Ли» был оценён средне.